# Ferruccio Valcareggi
Ferruccio Valcareggi (Triëst, 12 februari 1919 – Florence, 2 november 2005) was een Italiaans voetballer en voetbalcoach.
Hij speelde als middenvelder en won met Bologna de Coppa Alta Italia. Van 1966 tot 1974 trainde hij het Italiaans voetbalelftal, het eerste jaar samen met de Argentijn Helenio Herrera. Met Italië won hij het Europees kampioenschap voetbal 1968 en werd hij tweede op het wereldkampioenschap voetbal 1970.